# Мегри
Мегри (на арменски: Մեղրի) е град, разположен в провинция Сюник, Армения. Населението му през 2011 година е 4805 души.

## Население
- 1990 – 4670 души
- 2001 – 4514 души
- 2009 – 4780 души
- 2011 – 4805 души